# Saint-Quentin-les-Marais

Saint-Quentin-les-Marais este o comună în departamentul Marne, Franța. În 2009 avea o populație de 131 de locuitori.